# Shūhei Tokumoto
Shūhei Tokumoto (jap. 徳元 悠平, Tokumoto Shūhei; * 12. September 1995 in Itoman, Präfektur Okinawa) ist ein japanischer Fußballspieler.

## Karriere
Shūhei Tokumoto erlernte das Fußballspielen in der Jugendmannschaft des Sanwa FC, in den Schulmannschaften der Sanwa Jr. High School und der Naha Nishi High School sowie in der Universitätsmannschaft der Josai International University. Seinen ersten Vertrag unterschrieb er 2018 bei FC Ryūkyū. Der Verein, der in der Präfektur Okinawa beheimatet ist, spielte in der dritthöchsten Liga des Landes, der J3 League. Ende 2018 wurde er mit dem Klub Meister der dritten Liga und stieg in die zweite Liga auf. Für Ryūkyū absolvierte er insgesamt 66 Spiele. 2020 wechselte er zum Ligakonkurrenten Fagiano Okayama nach Okayama. Für Okayama bestritt er 106 Zweitligaspiele. Im Januar 2023 verpflichtete ihn der Erstligist FC Tokyo. Im August 2024 wechselte er auf Leihbasis zum ebenfalls in der ersten Liga spielenden Nagoya Grampus. Am 2. November 2024 stand er mit Nagoya im Finale des J. League Cup. Das Finale gegen Albirex Niigata gewann man im Elfmeterschießen. Nach der Ausleihe wurde er im Februar 2025 von Nagoya fest unter Vertrag genommen.

## Erfolge
FC Ryūkyū
- Japanischer Drittligameister: 2018  ▲

Nagoya Grampus
- Japanischer Ligapokalsieger: 2024